# Caspian
Caspian (Кеспіен) — інструментальний пост-роковий гурт із Беверлі (Массачусетс). 26 травня 2010 гурт виступив у київському клубі XLIB.

## Учасники
- Філіп Джеміенсон (Philip Jamieson) — гітари, клавішні, семплінґ, програмування
- Кельвін Джосс (Calvin Joss) — гітара, дзвіночки
- Кріс Фрідріх (Chris Friedrich) — бас-гітара (помер 28.08.13)
- Джо Вікерс (Joe Vickers) — ударні
- Ерін Бурк-Моран (Erin Burke-Moran) — гітара (з травня 2007)
- Джонні Ашбарн (Jonny Ashburn) — гітара (з серпня 2009)

## Дискографія
Альбоми
- The Four Trees CD & 2xLP (2007, 2010)
- Tertia CD & 2xLP (2009)
- Waking Season CD & 2xLP (2012) September 25, 2012 USA Triple Crown Records
- Dust and Disquiet (2015)
- On Circles (2020)

Міні-альбоми
- You Are the Conductor CD & 12" (2005, 2010)
- Tour EP (2006)
- Split 7" with Constants (2008)